# Bundesverband Landschaftsschutz
Der Bundesverband Landschaftsschutz e.V. (BLS) ist eine Astroturfing-Organisation, die nach eigenen Angaben 1995 von „Bewohnern der ost- und nordfriesischen Küste“ gegründet wurde. Seine einzige Aufgabe ist der Kampf gegen Windenergieanlagen, die von ihm als Zerstörung der Landschaft gesehen werden. Vorsitzender ist Michael Eilenberger. Der Sitz ist in Rechenberg-Bienenmühle.

## Vorgehen und Hintergründe
Ziel des BLS ist Öffentlichkeitsarbeit gegen die Windenergienutzung. Hierfür versorgt der BLS lokale Bürgerinitiativen gegen Windkraftanlagen mit Argumentationen, Argumenten und Material, um diese zu stärken. Hierbei handelt es sich um eine Mischform von echtem Bürgerengagement und Lobbyismus. Nach Irmisch stellt dies einen wichtigen Entwicklungsschritt von Astroturfing-Kampagnen dar, da nicht mehr nur auf reine Täuschung der Öffentlichkeit gesetzt werde, sondern Bürger in die Lobbyarbeit eingebunden werden, um die Glaubwürdigkeit beim Astroturfing zu erhöhen.
Medienberichte und die einschlägigen Veröffentlichungen des BUND sagen dem BLS Verflechtungen und Kontakte zur konventionellen Energiewirtschaft nach und legen Indizien dafür vor, dass der BLS eine Tarnorganisation der Energielobby ist. Es existieren mehrere journalistische und wissenschaftliche Arbeiten, die sich mit den Strukturen und Verflechtungen des BLS auseinandersetzen. So wurde z. B. bereits 1998 nachgewiesen, dass die Broschüren des BLS regelmäßig den Poststempel eines großen Energieversorgungsunternehmens trugen. Nachverfolgungen von Faxnummern führten zudem zum damaligen Arbeitgeber des BLS-Sprechers, einem Aluminiumproduzenten, für den dieser als Leiter des Fachbereichs Public Affairs arbeitete. Wie die Finanzierung der Organisation genau funktioniert, ist jedoch unbekannt.
Der BLS selbst bestreitet, über Kontakte zur Energiewirtschaft zu verfügen. Im Mai 2010 teilte der BLS mit, Mitglied im (2008 gegründeten) European Platform Against Windfarms (EPAW), einer europäischen Plattform gegen Windkraft, zu sein.
Es bestehen ebenfalls personelle Verbindungen zur Anti-Windkraft-Initiative Vernunftkraft. So ist der Mitgründer und erste Vorsitzende von Vernunftkraft, Nikolai Ziegler, Vize-Vorsitzender des Bundesverbandes Landschaftsschutz. Ziegler, der hauptberuflich im Bundeswirtschaftsministerium arbeitet und dort einem Medienbericht zufolge zeitweise den für den Bereich Strom und Netze zuständigen Referenten des Staatssekretärs Thomas Bareiß vertreten hat, gilt gemäß Spiegel Online als "eine Art Schlüsselfigur der Anti-Windkraft-Bewegung in Deutschland". Er bezeichnet Windkraftanlagen als "ökologischen Irrsinn" und »zerstörerischen Rückschritt« und widerspricht dem wissenschaftlichen Konsens zum Klimawandel. So sagte er auf in einem Interview auf die Frage, ob er an den menschengemachten Klimawandel glaube: "Ich weiß, dass hiesige Windkraftanlagen den globalen Klimawandel nicht beeinflussen können" und erklärte in einem anderen Interview zum wissenschaftlichen Konsens der Klimaforschung: "Das mit der überwältigenden Mehrheit ist ja so eine Sache. Diese 97 Prozent, die da zitiert werden, da halte ich nichts davon. Erst mal wurden da im Wesentlichen Leute befragt, die irgendwie schon in dieser Klimawissenschaft drin sind. Und nicht alle Wissenschaftler. Da gibt es also auch Papiere von renommierten Leuten, die auch ganz viele Unterstützer haben, die das alles sehr kritisch sehen."

## Rezeption
Die Journalistin Aline Pabst beurteilte den Bundesverband Landschaftsschutz 2024 als Greenscamming-Organisation, also als vermeintliche Naturschutzorganisation, die ihr Engagement nur vorschieben würde, "um die Energiewende auszubremsen, während im Hintergrund Unternehmen die Fäden ziehen".